# Hannah Mancini

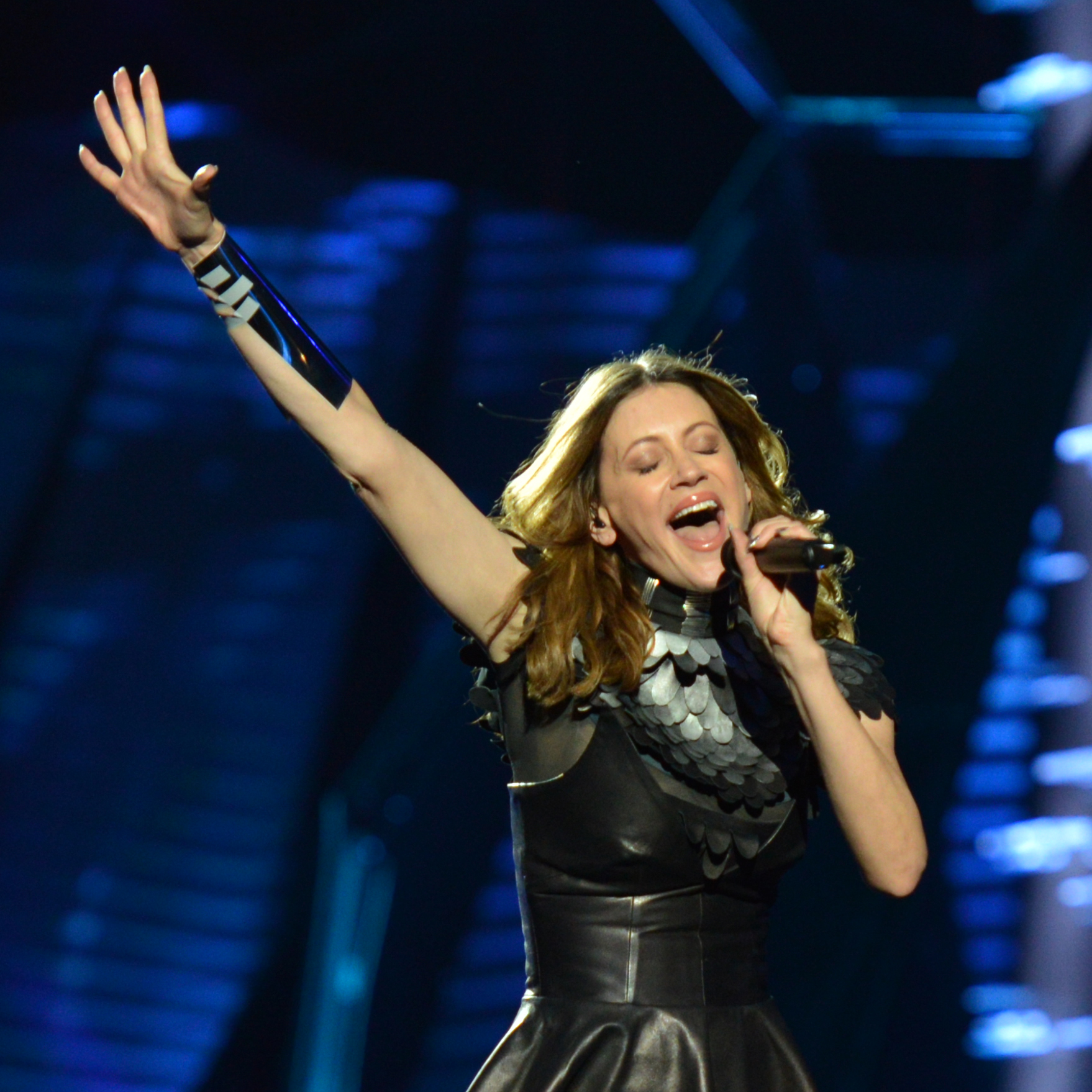
Hannah Mancini, durante ensaios para o Festival Eurovisão da Canção, em 2013. Fotografia de Albin Olsson.

Hannah Mancini (Los Angeles, California, Estados Unidos) é uma cantora americana que trabalha e vive na Eslovénia.
Já participou na final nacional eslovena em 2011 com a canção Ti si tisti juntamente com Sylvain e Vale Mike. Em 2013 foi selecionada internamente para representar a Eslovénia no Festival Eurovisão da Canção 2013, em Malmö, na Suécia, com a canção "Straight Into Love".
Mancini já trabalhou em várias trilhas sonoras de filmes da Disney e teve a oportunidade de trabalhar com um grupo bastante diversificado de artistas e produtores de topo na indústria musical como Todd Chapman e o produtor vencedor do Grammy, Larry Klein.

## Discografia
- Ti si tist (com Sylvain e Vale Mike) (2011)
- Straight Into Love (2013)